# The Eton Rifles
The Eton Rifles är en låt av den brittiska gruppen The Jam från albumet Setting Sons. Den utgavs som singel i november 1979 och blev gruppens första topp 10-hit på brittiska singellistan där den nådde 3:e plats.
Texten till låten handlar om klasskampen i Storbritannien mellan arbetarklassen och den privilegierade eliten som symboliseras av studerande vid Eton College.
År 2002 rankade musiktidningen NME The Eton Rifles på 91:a plats på sin lista "100 Greatest Singles Of All Time".